# Funny Ha Ha

Funny Ha Ha, considéré comme le premier film mumblecore, est un film indépendant américain réalisé par Andrew Bujalski. Présenté en 2002 au Sidewalk Moving Picture Festival (en), le film est sorti en salles de façon limitée aux États-Unis le 29 avril 2005.

## Synopsis
Le film suit les exploits de Marnie, récemment diplômée, dans ses tentatives de trouver un emploi temporaire et de gagner l'attention d'un ami de collège du nom d'Alex — alors qu'il a déjà une relation — tout en essayant de réduire sa consommation de bière.

## Distribution
- Kate Dollenmayer (en) : Marnie
- Mark Herlehy : Grady (tattoo artist)
- Christian Rudder (en) : Alex
- Jennifer L. Schaper : Rachel
- Myles Paige : Dave
- Marshall Lewy : Wyatt
- Danny Miller : Gary, l'ingénieur
- Mark Capraro : Travis (engineering assoc.)
- Sabrina Hawthorne : Laurie (engineer)
- Lissa Patton Rudder : Susan
- Andrew Bujalski : Mitchell
- William Westfall : Jeff (party guest)
- Jed McCaleb : Lance (party guest)
- Sheila Dubman : Kimberly (temp boss)
- Justin Rice : Jed (roommate)
- AnitRa Menning : Liz, la fille dans la voiture
- Thomas Hansen : Prof. Garver
- Justin Sheckler : Chris, employé du website
- Jonathan Clermont : Ben, employé du website
- Phillip Mighdoll : Rabbi (sur des photos)
- Morgan Faust : Gretchen, employé du website
- Victoria Haggblom : Jackie
- Vanessa Bertozzi : Nina
- Adam Mansbach : Wes, le gars du coffee shop
- Randy Bell : Rodney (frisbee player)
- Sam Dollenmayer : Amos (frisbee player)

## Sur le film
Tourné en 16 mm avec un budget très faible, le film donne un aperçu de la vie de jeunes gens âgés d'une vingtaine d'années, qui essayent de rompre avec la vie d’étudiants et dissertent sur la façon dont ils entendent faire face aux responsabilités de l'âge adulte. Les événements se déroulent à Boston, dans le quartier d'Allston.